# 1912년 하계 올림픽 예술
1912년 하계 올림픽 예술 대회는 스웨덴 스톡홀름에서 개최된 1912년 하계 올림픽에서 치러진 종목이다. 예술 대회가 올림픽 경기의 하나로 치러진 것은 이번이 처음이었다. 운동을 주제로 건축, 문학, 음악, 회화, 조각의 5개 부문으로 나뉘어 치러졌다.
예술 대회는 1912년~1948년까지 올림픽 종목의 하나로 치러졌으나, 올림픽 본연의 아마추어 정신을 살려야 한다는 목소리와 함께 전문성이 떨어진다는 현실적 문제가 겹쳐 중단되었다. 1952년 대회부터는 비경쟁 예술제와 문화축제가 매 대회마다 열리고 있다.

## 대회 결과
| 종목 | 금 | 은                                        | 동          |
| ---- | --- | ----------------------------------------- | ----------- |
| 건축 | 외젠에두아르 모노, 알퐁스 라베리에르 (SUI) 근대 스타디움 평면도                                                                       | 수상자 없음                               | 수상자 없음 |
| 문학 | 쿠베르탱 백작 (FRA) 《운동의 시》 | 수상자 없음                               | 수상자 없음 |
| 음악 | [[파일:{{{국기그림-1861}}}\|22x20px\|border \|이탈리아\|링크=이탈리아]] 리카르도 바르텔레미 (ITA) "올림픽 개선 행진곡"                | 수상자 없음                               | 수상자 없음 |
| 회화 | [[파일:{{{국기그림-1861}}}\|22x20px\|border \|이탈리아\|링크=이탈리아]] 카를로 펠레그리니 (ITA) 《동계 스포츠》를 표현한 3개의 프리즈 | 수상자 없음                               | 수상자 없음 |
| 조각 | 월터 위넌스 (USA) 동상 《미국의 구보마》                                                                                              | 조르주 뒤부아 (FRA) 근대 경기장 입구 모형 | 수상자 없음 |

## 메달 순위
대회가 진행될 당시에는 실제로 작가들에게 올림픽 메달이 수여되었으나 현재 국제올림픽위원회는 정식 올림픽 종목으로 인정하고 있지 않다. 따라서 IOC의 메달리스트 DB에도 이들 작가는 등록되지 않았으며, 1912년 하계 올림픽의 메달순위에도 반영하고 있지 않다.
| 순위       | 나라                                                                             | 금 | 은 | 동 | 합계 |
| ---------- | -------------------------------------------------------------------------------- | -- | -- | -- | ---- |
| 1          | [[파일:{{{국기그림-1861}}}\|22x20px\|border \|alt=이탈리아의 기]] 이탈리아 (ITA) | 2  | 0  | 0  | 2    |
| 2          | 프랑스 (FRA)                                                                     | 1  | 1  | 0  | 2    |
| 3          | 미국 (USA)                                                                       | 1  | 0  | 0  | 1    |
| 3          | 스위스 (SUI)                                                                     | 1  | 0  | 0  | 1    |
| 합계 (4개) | 합계 (4개)                                                                       | 5  | 1  | 0  | 6    |

## 부문별 결과

### 건축
건축 부문에 참가한 작가는 다음과 같다.
| 순위 | 이름                                 | 국가   |
| ---- | ------------------------------------ | ------ |
| 1위  | 알퐁스 라베리에르, 외젠에두아르 모노 | 스위스 |
| 낙선 | A. 라펜                              | 불명   |
| 낙선 | 앙드레 콜랭                          | 프랑스 |
| 낙선 | 프란츠 주르댕                        | 프랑스 |
| 낙선 | 프리츠 에카드                        | 불명   |
| 낙선 | 기욤 파티오                          | 스위스 |
| 낙선 | 제이콥 리스                          | 영국   |
| 낙선 | 율리우스 스카르바발라프              | 독일   |
| 낙선 | 콘라드 히펜마이어                    | 스위스 |

### 문학
문학 부문에 참가한 작가는 다음과 같다.
| 순위 | 이름                          | 국가     |
| ---- | ----------------------------- | -------- |
| 1위  | 조지 호흐로드 & 마틴 에슈바흐 | 프랑스   |
| 낙선 | 가브리엘레 단눈치오           | 이탈리아 |
| 낙선 | 마르셀 불랑제르               | 프랑스   |
| 낙선 | 모리스 포트셰르               | 프랑스   |
| 낙선 | 가브리엘 르탱튀리에프라랭     | 프랑스   |
| 낙선 | 폴 아당                       | 프랑스   |

### 음악
음악 부문에 참가한 작곡가는 다음과 같다.
| 순위 | 이름                | 국가     |
| ---- | ------------------- | -------- |
| 1위  | 리카르도 바르텔레미 | 이탈리아 |
| 낙선 | 에델 바너드         | 영국     |
| 낙선 | 귀스타브 도레       | 스위스   |
| 낙선 | 막스 돌론           | 프랑스   |
| 낙선 | 에밀 자크달크로즈   | 프랑스   |

### 회화
회화 부문에 참가한 작가는 다음과 같다.
| 순위 | 이름                 | 국가     |
| ---- | -------------------- | -------- |
| 1위  | 카를로 펠레그리니    | 이탈리아 |
| 낙선 | 어니스트 타운센드    | 영국     |
| 낙선 | 페르디낭 겔드리      | 프랑스   |
| 낙선 | 장 프랑수아 라파엘리 | 프랑스   |

### 조각
조각 부문에 참가한 작가는 다음과 같다.
| 순위 | 이름                | 국가     |
| ---- | ------------------- | -------- |
| 1위  | 월터 위넌스         | 미국     |
| 2위  | 조르주 뒤부아       | 프랑스   |
| 낙선 | 오타카르 슈파니엘   | 보헤미아 |
| 낙선 | 테이트 매켄지       | 캐나다   |
| 낙선 | 렘브란트 부가티     | 이탈리아 |
| 낙선 | 빅토르 세고팽       | 프랑스   |
| 낙선 | 파올로 트루베츠코이 | 러시아   |
| 낙선 | 안토니 비불스키     | 폴란드   |